# Шпис, Борис Васильевич
Бори́с Васи́льевич Шпис (1903 — 8 мая 1938) — советский кинорежиссёр, сценарист, театральный художник. Жертва политических репрессий в СССР.

## Биография
Родился в 1903 году в семье композитора. В 1920 году окончил гимназическое отделение Петришуле в Санкт-Петербурге. Учился в Горном институте и Академии художеств.
В 1922—1924 годах работал театральным художником в Свободном театре, в 1925 году — в театре «Кривое зеркало». Декорации по эскизам Шписа использовались в спектаклях Государственного института музыкального просвещения (ГИМП) (1924), Первой государственной художественной студии (1924—1925). Кинематографическую деятельность начал на Фабрике эксцентрического актёра (ФЭКС), работал ассистентом режиссёра на всех картинах Г. М. Козинцева и Л. З. Трауберга до «С.В.Д.» (1927) включительно. 
Мы всегда считали центральными фигурами одних и тех же людей, например, «гениев» «Ленфильма» — Эрмлера, Козинцева и Трауберга. Таких режиссёров, как Евгений Червяков или Борис Шпис, мы всерьёз в расчёт не принимали <…>. Очевидно, однако, что уже в то время в ленинградской школе были налицо новые тенденции: не эксцентризм, не героизм, а рассказ о людях, находящихся в противоречии с обществом.
В 1927 году Козинцев и Трауберг собирались законсервировать незаконченную комедию «Чужой пиджак», Шпис уговорил их отдать постановку фильма ему. «Чужой пиджак» стал первым самостоятельной картиной Шписа, однако решением Коллегии Наркомпроса РСФСР от 29 декабря 1927 года было признано «нецелесообразным пустить в прокат картину». Фильм не сохранился.
В 1927—1931 годах —  режиссёр-постановщик Ленинградской кинофабрики «Совкино» (с 1930 года — «Союзкино»), работал совместно с Р. Мильман-Кример. Участвовал в создании киномонтажа для интермедий в спектаклях Большого драматического театра (1930).
Для постановки кинофильма «Возвращение Нейтана Беккера» Шпис и Мильман-Кример были приглашены на киностудию «Белгоскино», в ноябре 1931 года приступили к съёмкам картины. В 1931—1935 годах — режиссёр киностудии «Белгоскино». В декабре 1935 года созданный Шписом и Мильман-Кример фильм «Инженер Гоф» был запрещён, оба режиссёра были отстранены от режиссуры. В конце декабря 1935 года переведены на киностудию «Ленфильм», им была поручена организация цеха монтажа фильмов. В 1936—1938 годах — начальник цеха монтажа фильмов. Совместно с Мильман-Кример предложил новую технологию — монтировать позитив не по завершении съёмочного периода, а в параллель с ними. Предварительный монтаж стал внедряться на «Ленфильме» с начала 1936 года, это заметно ускорило сроки сдачи фильмов.
Занимался теорией кино, написал научный труд о сущности монтажа в кино, работал над монографией «Опыт поэтики киноискусства».
Арестован 14 февраля 1938 года по политическим мотивам. Приговорён 8 мая 1938 года к ВМН и, «видимо, в тот же день расстрелян» (по другим сведениям — в 1939 году). Реабилитирован 9 февраля 1956 года.

### Семья
- отец — Василий (Вили) Шпис фон Эшенбрук (1872—1919), композитор, пианист, заведующий музыкальной частью «Дома интермедий»[34][35][36].

## Фильмография

### Режиссёр
- 1927 — Чужой пиджак
- 1928 — Снежные ребята
- 1929 — Дорога в мир
- 1929 — Синие воротники
- 1930 — Мститель
- 1932 — Возвращение Нейтана Беккера (совместно Р. Мильман-Кример)
- 1935 — Инженер Гоф (совместно Р. Мильман-Кример)

### Сценарист
- 1929 — Дорога в мир (совместно с М. Блейманом)
- 1930 — Мститель (совместно с Р. Мильман-Кример и М. Большинцовым)
- 1932 — Возвращение Нейтана Беккера (совместно с Р. Мильман-Кример и П. Маркишем)

### Художник
- 1928 — Снежные ребята
- 1929 — Синие воротники

## Комментарии
1. ↑   «Возвращение Нейтана Беккера» — первый звуковой фильм киностудии «Белгоскино» и первый фильм на идише[25].